# Зайцов, Михаил Яковлевич
Михаил Яковлевич Зайцов (Зайцев) (1806—1876) — генерал-лейтенант, комендант Варшавской Александровской цитадели.

## Биография
Зайцов происходил из дворян Харьковской губернии, родился 12 июля 1806 года и по окончании обучения в Дворянском полку 26 июня 1826 года поступил на службу прапорщиком в батарейную № 1 роту 8-й артиллерийской бригады.
С открытием русско-турецкой кампании 1828—1829 годов он был послан с войсками на Дунай. Осенью того же года Зайцов участвовал в осаде Силистрии, после чего перешел в Валахию.
Во вторую половину кампании летом 1829 года, вступив в пределы Турции под предводительством Дибича, которому император Николай I поручил главное начальство над русскими войсками; двинулся к Силистрии и вошёл в состав наблюдательного корпуса, тогда как сам главнокомандующий двинулся на юг. Обложив крепость и отбив неприятельские вылазки, русские в июне месяце взяли Силистрию, после чего перешли под Шумлу.
В июле Зайцов участвовал при отражении вылазки турок из крепости Шумлы, а осенью — в осаде передовых укреплений Шумлы и в разных делах с турками, причём при взятии высот около Шумлы был контужен гранатой в правую ногу.
За своё участие в этом походе Зайцов был произведён в подпоручики и награждён орденом Святой Анны 3-й степени с бантом.
Во время польского восстания 1831 года, весной, он участвовал разгроме мятежников под городом Мариамполем и в экспедиции против поляков; в июне и июле находился при усиленной рекогносцировке в окрестностях Вильны и при преследовании разбитых польских отрядов, бежавших в Пруссию; с июля по сентябрь находился в сражениях под Ковно и при занятии этого города, после чего, соединившись с главной армией, преследовал неприятеля по направлению к прусской границе. За отличия против поляков Зайцов был пожалован орденом Святого Владимира 4-й степени с бантом и польским знаком «Virtuti Militari» 4-й степени.
Произведённый в 1838 году в поручики, Зайцов в том же году был назначен командиром фейерверкерской школы 2-й артиллерийской дивизии, а в 1845 году произведён в капитаны и назначен командиром лёгкой № 5 батареи 5-й артиллерийской бригады. 26 ноября 1848 года Зайцов за беспорочную выслугу 25 лет в офицерских чинах был награждён орденом св. Георгия 4-й степени (№ 8097 по кавалерскому списку Григоровича — Степанова).
Зайцов принимал также участие и в Венгерской кампании 1849 года. Перейдя под предводительством графа Паскевича Карпаты, он находился при рекогносцировке неприятельской позиции за Бартфельдом, при занятии городов Эпериеша и Кашау, в форсированном движении к Вайцену, в сражении у Тисса-Фюредской переправы через реку Тиссу, в бою у Дебречина и при занятии Гросс-Вардейна. За участие в Венгерском походе Зайцов был произведён в подполковники и пожалован орденом Святой Анны 2-й степени и австрийским кавалерским крестом ордена Леопольда.
17 октября 1854 года Зайцов был произведён в полковники с назначением командиром 4-й батареи 3-й артиллерийской бригады, а в 1856 году назначен командиром 6-й артиллерийской бригады.
5 июня 1864 года за отличие по службе он был произведён в генерал-майоры, с назначением комендантом Варшавской Александровской цитадели, а 26 июня 1876 года — в генерал-лейтенанты, с оставлением в настоящей должности. Полгода спустя, 17 декабря 1876 года, Зайцов скончался в Варшаве в возрасте 70 лет и был похоронен на Вольском кладбище.
Зайцов был дважды женат: первым браком на Вере Александровне Алабушевой (17.03.1823 — 31.01.1865), вторым браком — на Марии Арсеньевне (погребена на Вольском кладбище 1.10.1909, умерла на 73-м году жизни).

## Награды
Зайцов имел знак отличия за XL лет беспорочной службы (1867 год) и был награждён многими орденами, в их числе:
- Орден Святой Анны 3-й степени с бантом (1829 год)
- Орден Святого Владимира 4-й степени с бантом (1831 год)
- Польский Знак отличия за военное достоинство 4-й степени (1831 год)
- Орден Святого Станислава 2-й степени (1839 год)
- Орден Святого Георгия 4-й степени (26 ноября 1848 года)
- Орден Святой Анны 2-й степени (1849 год; Императорская корона к этому ордену пожалована в 1851 году)
- Австрийский орден Леопольда кавалерского креста (1850 год)
- Прусский орден Красного Орла 3-й степени (1860 год)
- Орден Святого Владимира 3-й степени (1862 год)
- Орден Святого Станислава 1-й степени (1870 год)
- Орден Святой Анны 1-й степени (1873 год)